# Geoide

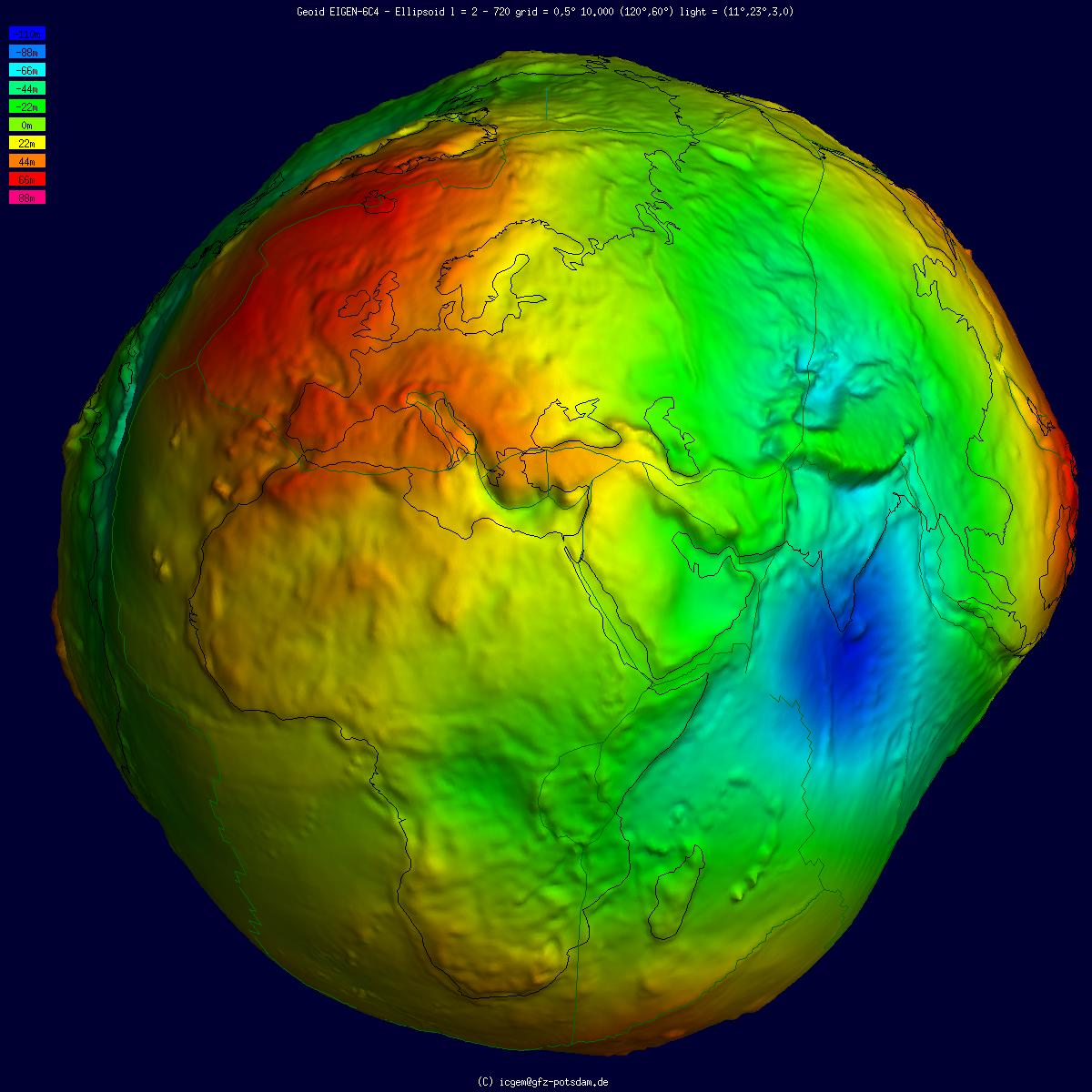
Ondulação geoidal em cor falsa, com relevo sombreado e exagero vertical (fator de escala 10000).

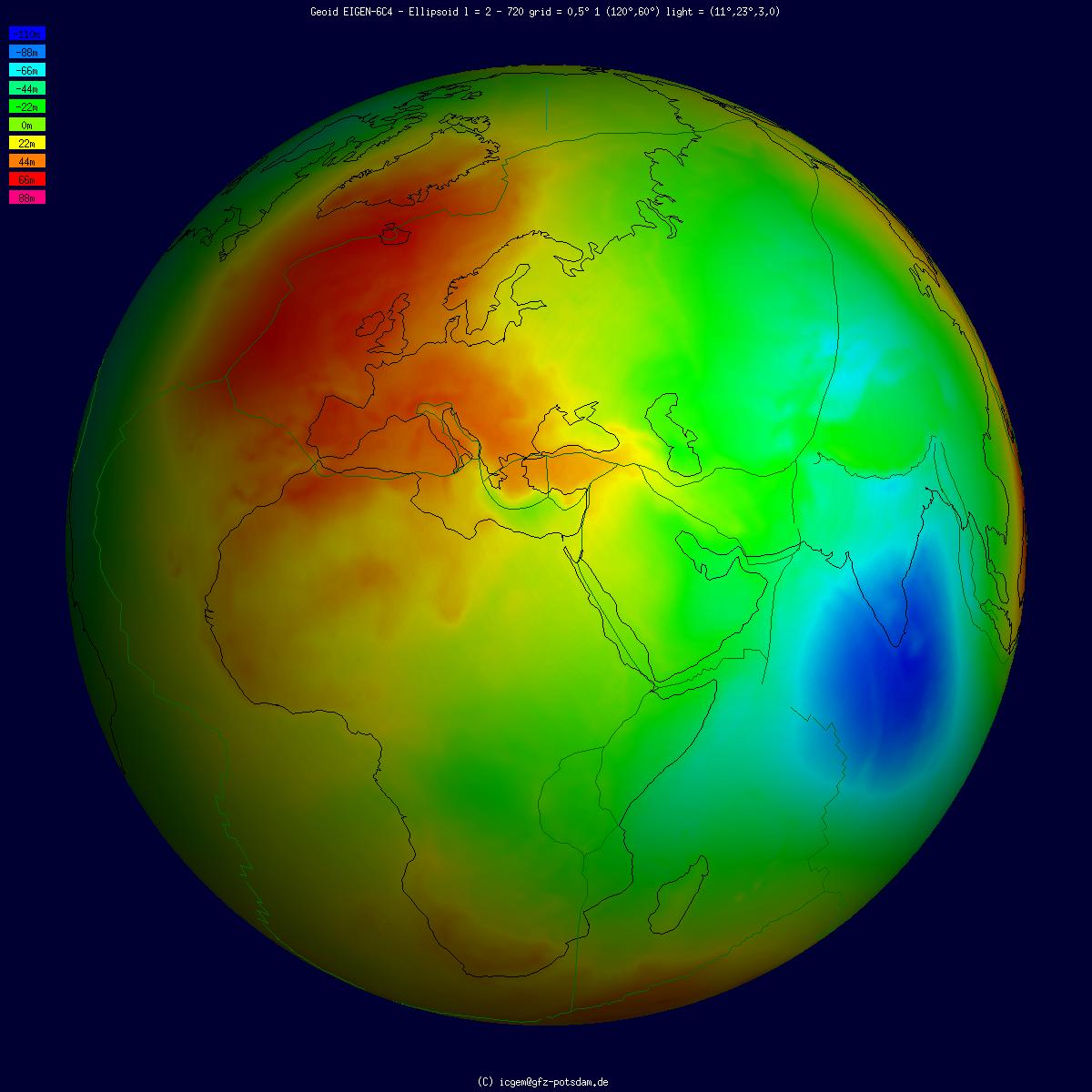
Ondulação geoidal em cor falsa e em escala.

Um geoide (pré-AO 1990: geóide) é um modelo físico da forma da Terra, podemos dizer, também que acompanha as variações gravíticas (gravitacionais) da Terra. De acordo com Carl Friedrich Gauss, é a "figura matemática da Terra", sendo, de fato do seu campo de gravidade. É a superfície equipotencial (superfície de potencial gravitacional constante ao longo de sua superfície) e que, em média, coincide com o valor médio do nível médio das águas do mar, por isso é usada para as medições de altitudes (altimetria).
A superfície do geoide é mais irregular do que o elipsoide de revolução usado habitualmente para aproximar a forma do planeta, mas consideravelmente mais suave do que a própria superfície física terrestre. Enquanto que esta última varia entre os +8850 m (Monte Everest) e −11000 m (Fossa das Marianas), o geoide varia apenas cerca de ±100 m além da superfície do elipsoide de referência.
Ao viajar no mar, não se nota as ondulações do geoide (definida como altura acima ou abaixo do elipsoide); a vertical de cada lugar é sempre perpendicular e a horizontal tangente ao geoide. Um receptor de GPS a bordo pode mostrar as variações de altitude relativamente a um elipsoide (cujo centro coincide com o centro de massa terrestre) mas não a altitude ortométrica (relativa ao geoide).

## Ondulação

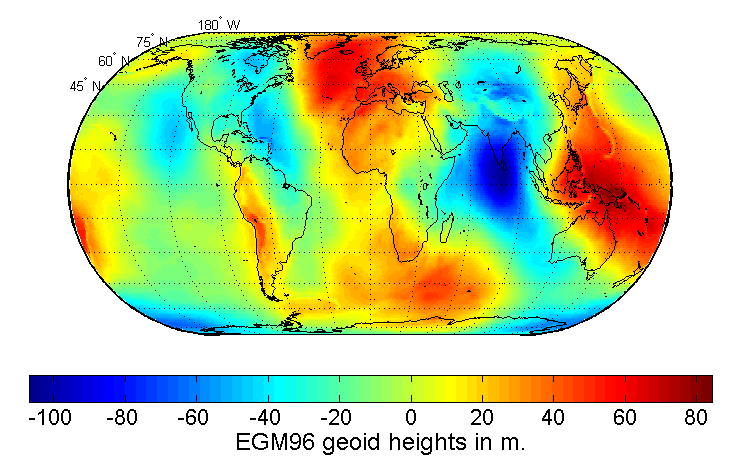
Outro modelo Gravitacional muito usado é o EGM96

A ondulação do geoide é a variação de altura na superfície do geoide em relação a superfície de um Elipsoide de referência. A ondulação não é universal, já que diferentes países usam diferentes medições do nível do mar como referência. No Brasil usamos o MAPGEO2015 como modelo padrão.

## Representação por harmônicas esféricas

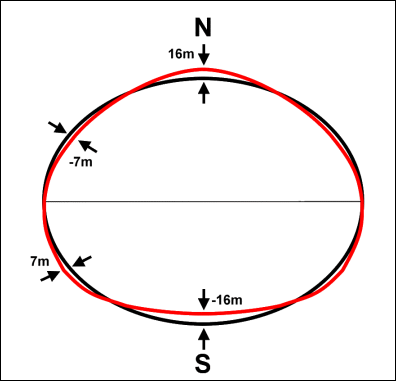
Ondulação média do geoide relativamente ao elipsoide de referência.

Usam-se frequentemente harmônicas esféricas para obter uma expressão matemática da forma do geoide. Os coeficientes em uso atualmente são os do modelo EGM96 (Earth Gravity Model 1996), que contém um conjunto de parâmetros até à 360.ª ordem.
O modelo é descrito por:
{\displaystyle V={\frac {GM}{r}}\left(1+{\sum _{n=2}^{360}}\left({\frac {a}{r}}\right){\sum _{m=0}^{n}}{\overline {P}}_{nm}(\sin \varphi )\left[{\overline {C}}_{nm}\cos m\lambda +{\overline {S}}_{nm}\sin m\lambda \right]\right),}
Onde {\displaystyle \varphi } e {\displaystyle \lambda } são as latitude e longitude geocêntricas, {\displaystyle {\overline {P}}_{nm}} são as funções de Legendre normalizadas de grau {\displaystyle n} e ordem {\displaystyle m}, e {\displaystyle {\overline {C}}_{nm}} e {\displaystyle {\overline {S}}_{nm}} os coeficientes do modelo. Há então cerca de  {\displaystyle {\frac {1}{2}}n(n+1)\approx 65,000} diferentes coeficientes. A fórmula indica o potencial gravitacional terrestre {\displaystyle V} no ponto descrito por {\displaystyle \varphi ,\lambda ,r}, em que a coordenada {\displaystyle r} é o raio geocêntrico, ou seja, a distância ao centro da Terra.